# Siebenmännerhaus
Das Siebenmännerhaus war eine Gaststätte in der Nähe des Bayerischen Bahnhofs in Leipzig.
Etwa mit der Fertigstellung des Bayerischen Bahnhofs taucht auf Leipziger Plänen und bildlichen Darstellungen westlich des Bahnhofs ein Gebäude auf, dessen Form mit zwei, allerdings unterschiedlich hohen Türmen zunächst an eine Kirche erinnern könnte (Abb. 1 und 2). Es war aber eine Gaststätte, das Siebenmännerhaus. Der Baustil war ähnlich dem des Bayerischen Bahnhofs. Die Adresse lautete Bayrische Straße 1, das ist heute die Arthur-Hoffmann-Straße. Auf späteren Abbildungen (Abb. 3) erscheinen die Türme niedriger.
Das Haus wurde 1845 von einer aus sechs Männern bestehenden Kegelgesellschaft errichtet und im gleichen Jahr an einen Gastwirt verkauft. Dieser sah sich wohl als der siebente Mann an und gab dem Haus den Namen.
Die Gaststätte war bei Vereinen und den studentischen Verbindungen der Universität Leipzig beliebt (Abb. 4). Es wird berichtet, dass die Burschenschaft Roter Löwe Leipzig von den 1880er bis in die 1930er Jahre sich hier versammelte. Auch die Burschenschaft Alemannia hatte von 1926 bis 1930 ihr Lokal hier. Weiterhin belegt sind:
- Turnerschaft Albertia,[4]
- Akademischer Turnverein Alemannia,[5]
- Landsmannschaft Franconia,[6]
- Verbindung Istaevonia (ehem.  Juristisch-Staatswissenschaftliche Verbindung),[7]
- Verbindung Mecklenburgia,[6]
- Akademischer Richard-Wagner-Verein,[5]
- Katholischer Studentenverein Teutonia,[6]
- Wissenschaftlicher Katholischer Studentenverein Unitas,[5]
- Akademisch-theologischer Verein Vitemberga.[4]

1899 gründeten russische Studenten an der Leipziger Universität den Russischen Akademischen Verein, der bis 1914 bestand. Auch zu seinen Vereinslokalen gehörte das Siebenmännerhaus. Das mag wohl auch der Grund dafür gewesen sein, dass Lenin 1914 im Siebenmännerhaus gesprochen hat.
Noch 1935 konnte der (jüdische) Sportverein Schild Leipzig (im Sportbund des Reichsbundes jüdischer Frontsoldaten) ein geselliges Beisammensein mit rund 300 Teilnehmern im Siebenmännerhaus veranstalten.
1938 wurde der Betrieb der Gaststätte eingestellt und das Gebäude drei Jahre später abgerissen. Das Gelände wurde nicht wieder bebaut und bildet heute zum Teil die Grünfläche am Bayerischen Bahnhof.

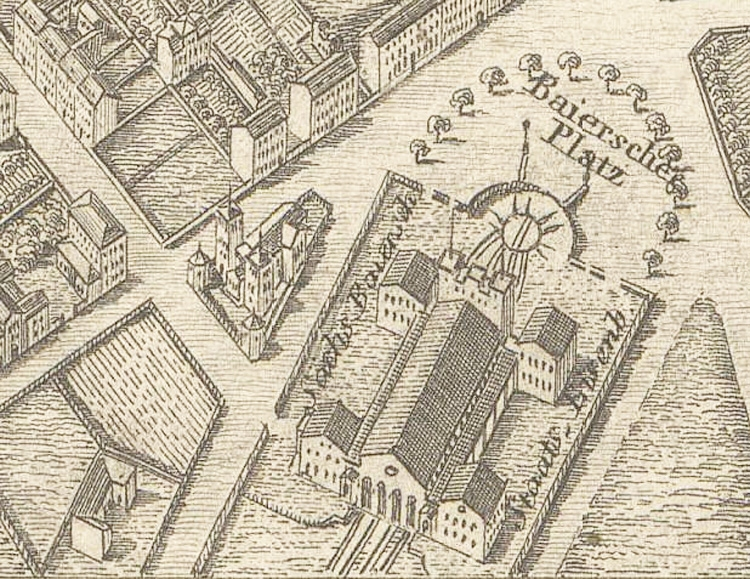
(1) Bereich Bayerischer Bahnhof auf einem Vogelschauplan Leipzig 1847
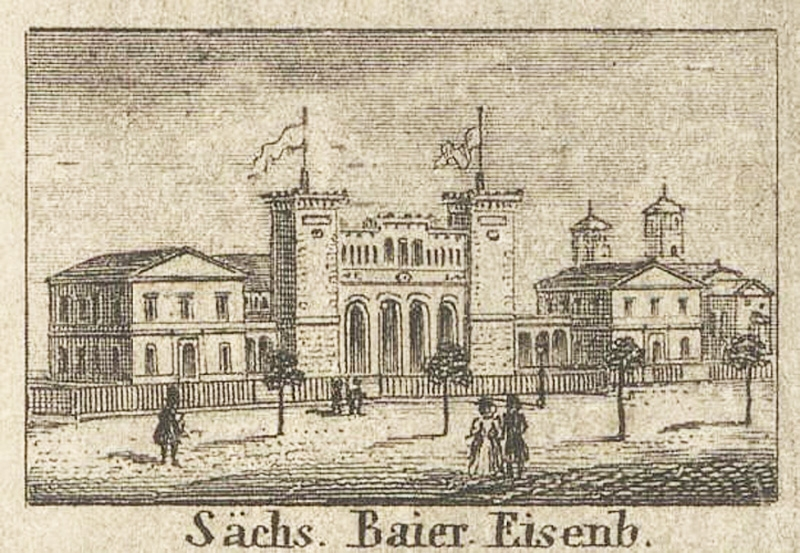
(2) Bayerischer Bahnhof mit Siebenmännerhaus (ganz rechts)
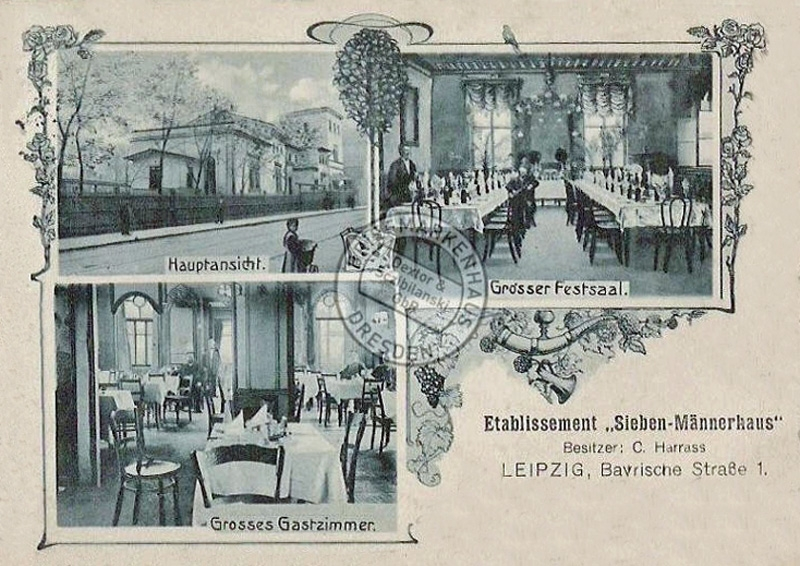
(3) Das Siebenmännerhaus auf einer historischen Postkarte
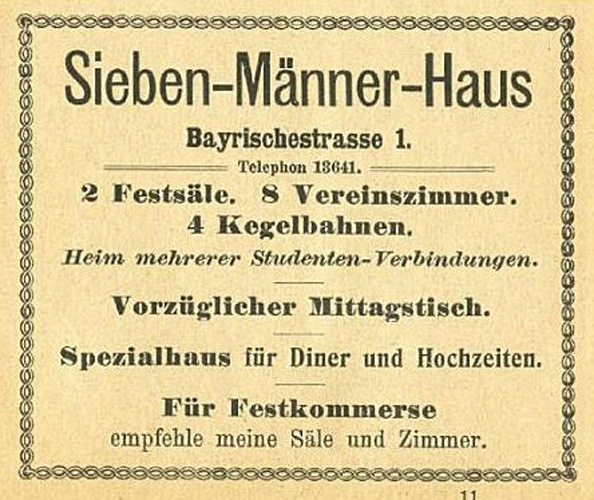
(4) Annonce des Siebenmännerhauses